# Ravshan Irmatov
Ravshan Sayfiddinovich Irmatov (ur. 9 sierpnia 1977 w Taszkencie) – uzbecki sędzia piłkarski obecnie mieszkający w Taszkencie. Od 2003 roku jest sędzią międzynarodowym FIFA. W 2007 roku został powołany na Mistrzostwa Świata do lat 20, gdzie prowadził spotkania fazy grupowej Gambia kontra Meksyk i Chile kontra Kongo.
W 2008 i 2009 roku otrzymał tytuł najlepszego sędziego w Azji. Wybrano go także do sędziowania finału Klubowych Mistrzostw Świata w 2008 roku.
W 2010 roku powołano go do sędziowania spotkań na mistrzostwach świata w Południowej Afryce. Na turnieju tym został wybrany do prowadzenia meczu otwarcia całych mistrzostw między Republiką Południowej Afryki i Meksykiem, który odbył się 11 czerwca.
W 2018 roku wybrany do sędziowania spotkań na mistrzostwach świata w Rosji. W 2019 roku pojechał na Puchar Azji, gdzie został wyznaczony do prowadzenia finałowego spotkania pomiędzy Japonią i Katarem.

## Sędziowane mecze Mistrzostw Świata 2010
| Mecz                       | Data       | Miejsce                         | Runda        | Wynik | Żółta kartka | Czerwona kartka |
| -------------------------- | ---------- | ------------------------------- | ------------ | ----- | ------------ | --------------- |
| Południowa Afryka – Meksyk | 11.06.2010 | Soccer City, Johannesburg       | Faza grupowa | 1:1   | 4            | 0               |
| Anglia – Algieria          | 18.06.2010 | Green Point Stadium, Kapsztad   | Faza grupowa | 0:0   | 2            | 0               |
| Grecja – Argentyna         | 22.06.2010 | Peter Mokaba Stadium, Polokwane | Faza grupowa | 0:2   | 2            | 0               |
| Argentyna – Niemcy         | 3.07.2010  | Green Point Stadium, Kapsztad   | Ćwierćfinał  | 0:4   | 3            | 0               |
| Urugwaj – Holandia         | 6.07.2010  | Green Point Stadium, Kapsztad   | Półfinał     | 2:3   | 5            | 0               |

## Sędziowane mecze Pucharu Konfederacji 2013
| Mecz              | Data       | Miejsce              | Runda        | Wynik | Żółta kartka | Czerwona kartka |
| ----------------- | ---------- | -------------------- | ------------ | ----- | ------------ | --------------- |
| Włochy – Brazylia | 22.06.2013 | Fonte Nova, Salvador | Faza grupowa | 2:4   | 4            | 0               |

## Sędziowane mecze Mistrzostw Świata 2014
| Mecz                       | Data       | Miejsce                             | Runda        | Wynik      | Żółta kartka | Czerwona kartka |
| -------------------------- | ---------- | ----------------------------------- | ------------ | ---------- | ------------ | --------------- |
| Szwajcaria – Ekwador       | 15.06.2014 | Estádio Mané Garrincha, Brasília    | Faza grupowa | 2:1        | 2            | 0               |
| Chorwacja – Meksyk         | 23.06.2014 | Itaipava Arena Pernambuco, Recife   | Faza grupowa | 1:3        | 3            | 1               |
| Stany Zjednoczone – Niemcy | 26.06.2014 | Itaipava Arena Pernambuco, Recife   | Faza grupowa | 0:1        | 3            | 0               |
| Holandia – Kostaryka       | 5.07.2014  | Itaipava Arena Fonte Nova, Salvador | Ćwierćfinał  | 0:0 k. 4:3 | 6            | 0               |

## Sędziowane mecze Mistrzostw Świata 2018
| Mecz                  | Data       | Miejsce                          | Runda        | Wynik | Żółta kartka | Czerwona kartka |
| --------------------- | ---------- | -------------------------------- | ------------ | ----- | ------------ | --------------- |
| Argentyna – Chorwacja | 21.06.2018 | Stadion Striełka, Niżny Nowogród | Faza grupowa | 0:3   | 7            | 0               |
| Hiszpania – Maroko    | 25.06.2018 | Stadion Kaliningrad, Królewiec   | Faza grupowa | 2:2   | 6            | 0               |

## Odznaczenia
- Order El-yurt hurmati (2014)[5][6][7]
- Order „Za wybitne zasługi” (2015)[5]